# Andreu Martín
Andreu Martín, właściwie: Andreu Martín Farrero (ur. 9 maja 1949 w Barcelonie), hiszpański pisarz i scenarzysta komiksów, filmów i seriali telewizyjnych. Jeden z mistrzów hiszpańskiej literatury noir, który w swoich powieściach łączy skomplikowane zagadki kryminalne z refleksją nad społeczeństwem. Pisze po hiszpańsku oraz katalońsku, a jego twórczość tłumaczona była m.in. na język niemiecki, francuski, włoski, litewski i holenderski.

## Życiorys
Jeszcze w szkole zaczął pisać scenariusze do komiksów, a kilka lat później rozpoczął współpracę z wydawnictwem Editorial Bruguera i przez długi czas stało się to jego głównym źródłem utrzymania. W 1971 r. ukończył Psychologię w Barcelonie i choć nigdy nie pracował w zawodzie, wykształcenie okazało się pomocne w rzemiośle pisarskim.
Publikować powieści zaczął podczas tzw. Boomu Literatury Noir; w 1979 r., w wieku 30 lat, wydał swoje debiutanckie: Aprende y calla oraz El señor Capone no está en casa. W latach 80. stworzył pierwsze scenariusze filmowe dla kina i telewizji, m.in. do filmu Gwiezdny Rycerz w reżyserii Fernando Colomo. W 1990 r. zadebiutował jako reżyser, pracując przy filmie Sauna.
Na przełomie lat 80. i 90. zaczął publikować powieści dla dzieci i młodzieży, w tym, wspólnie z Jaumą Riberą, serię o nastoletnim detektywie Flaneganie, która osiągnęła duży sukces międzynarodowy.

## Nagrody
Jest laureatem wielu nagród literackich, m.in. trzykrotnie zdobył prestiżową Nagrodę im. Dashiella Hammetta dla najlepszej powieści kryminalnej, przyznawaną na festiwalu Semana Negra w Gijón: w 1989 r. za Barcelona Connection, w 1993 r. za El hombre de la navaja i w 2001 r. za Bellísimas personas.